# EOE: Eve of Extinction
EOE: Eve of Extinction est un jeu vidéo d'action sorti sur PlayStation 2 en 2002.

## Système de jeu
Le jeu est un beat'em up en 3D. La progression à travers les niveaux se fait en utilisant un bo stick, en frappant des leviers et en tuant les ennemis. Le joueur peut enchainer une série de combos en utilisant différentes formes de l'arme "Legacy" que Josh manie, et peut changer de type d'arme en utilisant les boutons L1 et R1. Le fait de changer de type d'arme pendant les combos augmentera la longueur des combos et leur fera faire plus de dégâts. L'utilisation répétée des types "Legacy" les feras monter de niveau, et plus les lames sont utilisées, plus elles causent de dégâts. Battre les boss déverrouillera de nouvelles armes, telles qu'une arbalète, un sabre, une épée longue et une hache. Tout au long du jeu, on trouve des "graines de lys", qui servent à améliorer les armes. Ces améliorations permettent aux armes d'obtenir des capacités spéciales, telles que la manipulation par gravité pour la hache et les boulons de guérison pour l'arbalète. En appuyant sur le deuxième bâton analogique, Josh peut utiliser une attaque spéciale appelée "Legacy Attack" qui fait apparaître un motif à l'écran. En traçant le motif à l'aide du bâton analogique, Josh exécute l'attaque. À la fin du jeu, un mode arène supplémentaire est débloqué, et il est possible de rejouer le jeu avec des armes d'un jeu précédent.

## Histoire
- Le personnage principal, Josh Calloway, est un employé de la Wisdom Company, qui est présentée comme une société maléfique stéréotypée. La Sagesse projette d'obtenir le contrôle militaire mondial avec une certaine arme pour en surpasser une autre : "Legacy". L'héritage est créé en fusionnant un alliage rare appelé Orichalcum avec une âme humaine. La Sagesse prend la petite amie de Josh, Elliel, également employée de la Sagesse, et crée l'Héritage à partir d'elle, ce qui fait disparaître son corps, et son essence se trouve dans l'arme que Josh brandit. Le but principal du joueur dans le jeu est de la ramener à la normale, en utilisant une certaine puce mémoire appartenant au PDG de Wisdom. Josh et Elliel, Elliel est déjà transformé en Legacy, sont transportés dans un avion, qui subit un dysfonctionnement, et s'écrase. Elliel peut sentir d'autres "Legacy", et c'est ce qu'elle et Josh suivent lorsqu'ils recherchent le PDG. Ils finissent par rencontrer le PDG de la Sagesse, Agla, et le vaincre, et Elliel retrouve une vie normale.
- Jeuxvideo.com : 13/20[1]